# Meconopsis primulina
Meconopsis primulina är en vallmoväxtart som beskrevs av David Prain. Meconopsis primulina ingår i släktet bergvallmor, och familjen vallmoväxter. Inga underarter finns listade i Catalogue of Life.